# Rudolf Schmid-Hollinger
Rudolf «Ruedi» Schmid-Hollinger (* 18. Oktober 1935 in Ueken, Kanton Aargau) ist ein Schweizer Pflanzensammler und ehemaliger Lehrer. Sein Hauptinteresse gilt den fleischfressenden Pflanzen, insbesondere den Kannenpflanzen (Nepenthes). Sein botanisches Autorenkürzel lautet „Schmid-Holl.“

## Leben
Schmid-Hollinger hat einen Doktortitel und arbeitete bis zu seiner Pensionierung als Biologielehrer an der Alten Kantonsschule Aarau im Kanton Aargau. Daneben hat er ein wissenschaftliches Interesse an Kannenpflanzen und reiste daher zweimal nach Madagaskar. Seine Exkursionen führten ihn 1966 nach Fort Dauphin in die Provinz Toliara sowie 1972 nach Antalaha, Ambato, Sinda, Miandralanitra und Fort Dauphin.
1993 reiste Schmid-Hollinger nach Nord-Sumatra, wo er am Pangulubao in der Nähe des Tobasees die Kannenpflanzenart Nepenthes rhombicaulis studierte. 1977 beschrieb er die Kannenpflanzenart Nepenthes masoalensis aus Madagaskar, neben Nepenthes madagascariensis die zweite bekannte endemische Nepenthes-Art auf der Insel. 2011 beschrieb er die Quecken-Art Elymus helveticus aus den Schweizer Alpen, die er 2010 im Kanton Wallis entdeckt hatte.
Zwischen 1971 und 1979 veröffentlichte Schmid-Hollinger eine mehrteilige Reihe mit dem Titel Nepenthes-Studien in den Botanischen Jahrbüchern für Systematik, Pflanzengeschichte und Pflanzengeographie.

## Schriften
- Der Föhrenwald Bürersteig. 1972.
- Zur Pflanzenwelt des Bessersteins. 1974.
- Die Gattung Epipactis Zinn im Aargauer Jura (Bezirk Brugg und angrenzende Gebiete). In: Brugger Neujahrsblätter. 1975.
- Orchis pallens auf dem Wessenberg. In: Brugger Neujahrsblätter. 1977.
- Famille 86, Népenthacées. In: Flore de Madagascar et des Comores. Nr. 86. Muséum national d’histoire naturelle, Laboratoire de phanérogamie, Paris 1982, ISBN 978-2-85654-163-0.
- Vordemwald: ein Fotobuch. 1995.